# Orangen-Krieg
Bailén –  Roliça –Vimeiro – Saragossa (1808) – Burgos (Gamonal) – Medina de Rioseco – Espinosa –  Tudela – Somosierra – Saragossa (1809) – La Coruña – Torres Vedras – Valls – Braga –  Oporto –  Talavera – Ocaña – Gerona – Ciudad Rodrigo (1810) – Buçaco – Gévora – Barrosa – Badajoz (1811) – Fuentes de Oñoro – La Albuera – Tarragona (1811) – Sagunt (Murviedro) – Ciudad Rodrigo (1812) – Badajoz (1812) –  Majadahonda – Salamanca – García Hernández –  Venta del Pozo – Vitoria – 
Sorauren – San Sebastián – Bidassoa
Der Orangen-Krieg war eine kurze kriegerische Auseinandersetzung im Jahre 1801 zwischen Frankreich und Spanien auf der einen und Portugal auf der anderen Seite. Der Krieg wird in älteren Geschichtsbüchern auch als Pomeranzenkrieg bezeichnet. „Pomeranze“ ist eine altertümliche bzw. österreichisch-böhmische Bezeichnung für die Bitterorange.

## Vorgeschichte
Der Orangenkrieg war gewissermaßen ein Vorspiel zu den Napoleonischen Kriegen auf der iberischen Halbinsel und steht im Kontext der europaweiten Konflikte der europäischen Staaten mit dem revolutionären Frankreich und Napoléon Bonaparte.
Bereits seit dem 14. Jahrhundert (Vertrag von Windsor) war Portugal ein Verbündeter Englands. Nachdem 1640 die Unabhängigkeit Portugals wiederhergestellt wurde, kam es in den folgenden Jahrzehnten zu einer Vertiefung der traditionellen Beziehungen zu England bzw. später Großbritannien.
Portugal war 1793 der Ersten Koalition gegen Frankreich beigetreten, stand jedoch, seit Preußen und Spanien 1795 mit dem Frieden von Basel einen Separatfrieden abgeschlossen hatten, Frankreich fast allein gegenüber. Diese Schwäche nutzend, ließ Frankreich über Spanien an Portugal die Forderung überbringen, es solle sein traditionelles Bündnis mit Großbritannien kündigen und seine Häfen für britische Schiffe sperren. Hintergrund dieser Forderung war ein Geheimvertrag zwischen Frankreich und Spanien (Dritter Vertrag von San Ildefonso), mit dem sich Spanien verpflichtete, Portugal den Krieg zu erklären, sollte es seine Allianz mit Großbritannien nicht kündigen.

## Kriegsverlauf
Im April 1801 erreichten französische Truppen Portugal, am 20. Mai 1801 wurden sie von spanischen Truppen unter Manuel de Godoy verstärkt. Dieser nahm die Grenzstadt Olivenza ein. Im nahegelegenen Elvas ließ er Orangen pflücken und schickte diese mit dem Hinweis, er werde bis Lissabon vordringen, der spanischen Königin Maria Luise von Bourbon-Parma. Diese Anekdote gab dem Krieg seinen Namen. Spanien besetzte in der nur 18 Tage dauernden kriegerischen Auseinandersetzung eine Reihe portugiesischer Ortschaften, die portugiesische Gegenwehr war gering.

## Ergebnis
Nach der Niederlage bei Olivenza akzeptierte Portugal im Juni 1801 den Frieden von Badajoz, in dem Portugal sich verpflichtete, Reparationszahlungen zu leisten, portugiesische Häfen für britische Schiffe zu schließen und Olivenza an Spanien abzutreten. Frankreich erhielt Teile des portugiesischen Brasiliens (zur Angliederung an das heutige Französisch-Guayana) und wirtschaftliche Zugeständnisse. Weil Portugal nach der Schlacht von Trafalgar 1805 seine Beziehungen mit Großbritannien eigenmächtig wiederherstellte, kam es schließlich zu den Napoleonischen Feldzügen auf der Iberischen Halbinsel.